# هاري هوارث
هاري هوارث (بالإنجليزية: Harry Howarth)‏ هو نقابي وسياسي بريطاني (وحمل سابقاً جنسية المملكة المتحدة لبريطانيا العظمى وأيرلندا)، ولد في 3 أغسطس 1916، وتوفي في 8 أغسطس 1969. حزبياً، نشط في حزب العمال. في الانتخابات العامة في المملكة المتحدة 1964 ‏، انتخب عضو البرلمان الثالث والأربعون للمملكة المتحدة عن دائرة ويلينغبورو (15 أكتوبر 1964 – 10 مارس 1966) وفي الانتخابات العامة في المملكة المتحدة 1966 ‏، انتخب عضو البرلمان الرابع والأربعون للمملكة المتحدة عن دائرة ويلينغبورو (31 مارس 1966 – 8 أغسطس 1969).